# Славск
Славск (до 1946 — Хайнрихсвальде, нем. Heinrichswalde) — город в Калининградской области России, административный центр Славского района (муниципального округа).
Расположен на Приморской низменности, в 120 км к северо-востоку от Калининграда. Железнодорожная станция Славск-Новый на линии Калининград — Советск, в 16 км от Советска, где находится пропускной пункт в Литву.
Население — 4013 чел. (2023).

## История
Основан в 1292 году как селение Хайнрихсвальде — «лес Генриха».
С 1818 года административный центр округа Эльхнидерунг.
С 1890 года климатический курорт.
В 1891 году Хайнрихсвальде соединен железной дорогой с Кёнигсбергом и Тильзитом.
В 1935 году был построен открытый бассейн с минеральной водой (минеральные воды курорта до 1945 года поставлялись в Дрезден). Бассейн после реконструкции функционирует по сей день и является единственным в Калининградской области открытым минеральным источником.
В 1939 году Хайнрихсвальде с населением в 3500 человек получил статус города.
В ходе Второй мировой войны 20 января 1945 года Хайнрихсвальде без боя был занят советскими войсками. С 1945 года в составе СССР (РСФСР). 7 сентября 1946 года Хайнрихсвальде был переименован в Славск  «в честь славной победы над врагом», став центром новообразованного одноименного района.
12 сентября 1948 года открылся Славский сырзавод.
25 июля 1947 года Указом Президиума Верховного Совета РСФСР образован Большаковский район с центром в посёлке Большаково, в него вошли 5 сельсоветов: Большаковский, Придорожный, Залесовский, Высоковский и Калиновский.
1 февраля 1963 года издан Указ Президиума Верховного Совета РСФСР «Об укрупнении районов Калининградской области» — Большаковский район прекратил существование, его территория и Новоколхозненский сельсовет Неманского района вошли в новый Славский район — в области осталось 8 сельских районов.
12 января 1965 года издан новый Указ Президиума Верховного Совета РСФСР — о разукрупнении сельских районов, от Славского района отошли: Новоколхозненский сельсовет к Неманскому району, Залесовский сельсовет к Полесскому району, Калиновский сельсовет ликвидирован, его территория передана Большаковскому и Высоковскому сельсоветам. В области образовано 13 сельских районов.
С 2006 до 2015 гг. являлся центром Славского городского поселения.

## Население
| 1959  | 1970  | 1979  | 1989  | 1996  | 1998  | 2000  | 2001  | 2002  | 2005  |
| ----- | ----- | ----- | ----- | ----- | ----- | ----- | ----- | ----- | ----- |
| 3862  | ↗4053 | ↗4410 | ↗4682 | ↗4800 | ↘4700 | ↘4600 | →4600 | ↗5172 | ↘5000 |
| 2006  | 2007  | 2008  | 2009  | 2010  | 2011  | 2012  | 2013  | 2014  | 2015  |
| →5000 | →5000 | →5000 | ↗5048 | ↘4614 | ↘4600 | ↘4575 | ↘4503 | ↘4408 | ↘4330 |
| 2016  | 2017  | 2018  | 2019  | 2020  | 2021  | 2023  |       |       |       |
| ↘4269 | ↘4145 | ↘4074 | ↘4019 | ↘3984 | ↗4153 | ↘4013 |       |       |       |

На 1 января 2025 года по численности населения город находился на 1092-м месте из 1124 городов Российской Федерации.
По переписи 1989 года, в Славске проживало 4 682 человека, в том числе 2190 мужчин и 2492 женщины.
Национальный состав
По итогам переписи населения 2020 года проживали следующие национальности (национальности менее 0,1 % и другое, см. в сноске к строке «Другие»):
| Национальность | Численность, чел. | Доля     |
| -------------- | ----------------- | -------- |
| Русские        | 3727              | 89,74 %  |
| Литовцы        | 113               | 2,72 %   |
| Белорусы       | 80                | 1,93 %   |
| Армяне         | 49                | 1,18 %   |
| Украинцы       | 40                | 0,96 %   |
| Немцы          | 16                | 0,39 %   |
| Ингуши         | 13                | 0,31 %   |
| Цыгане         | 9                 | 0,22 %   |
| Поляки         | 8                 | 0,19 %   |
| Узбеки         | 6                 | 0,14 %   |
| Мордва         | 6                 | 0,14 %   |
| Другие         | 86                | 2,08 %   |
| Итого          | 4153              | 100,00 % |

## Экономика
- ЗАО «ЭКОМОЛПРОДУКТ» — производство молочных продуктов
- ООО «Коляда» — производство мясных продуктов и колбасных изделий
- ООО «Руденков и К» — производство хлебобулочных изделий
- ООО «Орбита-I» — производство электронных устройств и их комплектующих

## Транспорт
В Славске расположена станция Славск-Новый Калининградской железной дороги. Эта станция относится к железнодорожной линии Калининград-Советск. В настоящее время станция фактически представляет собой остановочный пункт (действует только один путь, остальные заброшены и частично разобраны).
В городе действует кассово-диспетчерский пункт, через который ходят автобусы в Калининград, Советск, Черняховск и ряд посёлков.

## Архитектура и достопримечательности
Большая часть жилого фонда довоенной постройки. Относительно хорошо сохранилась историческая часть города. Небольшие одно-двухэтажные домики старой постройки с яркими черепичными кровлями гармонично чередуются друг с другом. Центральная часть города также довоенной застройки с удачными вкраплениями современных зданий кинотеатра, универмага, банка, Дома культуры. В силуэте города доминирует кирха, одно из красивейших зданий района.

### Достопримечательности
- Католическая кирха Раутерскирх[2]
- Лютеранская церковь[2]
- Дом 28 по Советской улице[2]
- Музыкальная школа — памятник архитектуры начала XX века[2]
- Районная больница постройки 1891 года[2]

## Социальная сфера
Областное государственное учреждение социального обслуживания «Центр социальной помощи семье и детям» в Славском муниципальном районе. ул. Тельмана д. 5. Директор Балян Лиана Изязовна

### Здравоохранение
- Славская ЦРБ на 75 коек[3]
- Поликлиника

### Образование и культура
- Славская СОШ: Спортивная ул., д. 10. Директор: Няура Роман Антанасович[30]
- МОУ для детей-сирот и детей, оставшихся без попечения родителей, специальный (коррекционный) детский дом Родничок для детей-сирот и детей, оставшихся без попечения родителей, с отклонениями в развитии: Новая ул., д. 9Б[31]
- Музыкальная школа
- МБОУ ДОД Дом детского творчества: Спортивная ул., д. 12. Директор: Зимина Ольга Леонидовна
- Спортивная детско-юношеская школа (основные секции: баскетбол, греко-римская борьба, волейбол, шахматы, бодибилдинг)
- Дом культуры

### Культовые объекты
- Православные церкви
- Лютеранская церковь
- Католическая церковь

### Гостиницы
- «Феникс» (Школьная ул., д. 7, в 2022 г. не работала)

## Города побратимы
- Роннебю, Швеция

## Известные люди
- В Хайнрихсвальде родился немецкий политик Эрнст Зиер (нем. Ernst Siehr; 1869—1945), депутат Рейхстага, оберпрезидент Восточной Пруссии в 1920—1932 годах.
- В Хайнрихсвальде родился немецкий политик-коммунист, депутат Рейхстага Артур Эверт (нем. Arthur Ewert; 1890—1959).
- В Славске родился Андрей Геннадьевич Воронков, советский и российский волейболист, мастер спорта СССР, волейбольный тренер. Главный тренер новосибирского «Локомотива» и мужской сборной России.